# Aeroportul Warangal
Aeroportul Warangal (IATA: WGC, ICAO: VOWA) este un aeroport din Hanamkonda district⁠(d), Telangana, India.
Situat la o altitudine de 285 m, aeroportul dispune de o singură pistă. Este operat de Airports Authority of India⁠(d).